# Lirainozaur
Lirainozaur (Lirainosaurus) – rodzaj zauropoda z grupy tytanozaurów (Titanosauria) żyjącego w późnej kredzie na terenach współczesnej Europy. Jego szczątki odkryto w kamieniołomie Laño w pobliżu Treviño w północnej Hiszpanii. Opisano szkielety szeregu osobników, zarówno młodych, jak i dorosłych. Holotyp (MCNA 7458) to przedni kręg ogonowy, paratypy i okazy przypisywane obejmują liczne szczątki szkieletu pozaczaszkowego i czaszki, w tym puszki mózgowe. Materiał przypisywany lirainozaurom odkryto również w dwóch innych niż Laño lokalizacjach. Gatunkiem typowym rodzaju jest Lirainosaurus astibiae, opisany w 1999 roku przez José Sanza i współpracowników. Według analizy filogenetycznej przeprowadzonej przez Sanza i in. należy on do kladu Saltasauridae, co wsparła również m.in. analiza Wilsona, a badania Díez Díaz i in. wskazują na bliskie pokrewieństwo z tą grupą, jednak inni autorzy stwierdzają, że pewna jest jedynie przynależność lirainozaura do szerszego kladu Eutitanosauria.
Lirainosaurus osiągał niewielkie rozmiary jak na zauropoda – Company (2011) jego rozmiary ocenił na 8–10 m długości i ważył około 1,5 t, natomiast Díez Díaz i in. (2013) na jedynie 4–6 m długości i 2–4 t masy w przypadku największych osobników. Był tylko nieznacznie cięższy od karłowatych zauropodów, takich jak europazaur. Mimo stosunkowo małych rozmiarów był największym przedstawicielem późnokampańskiej lub wczesnomastrychckiej fauny Laño. Dotychczas odnaleziono jedynie dwie fragmentaryczne osteodermy, co może sugerować, że pancerz lirainozaura nie był tak rozbudowany jak tytanozaurów takich, jak ampelozaur.
Na dystalnej powierzchni każdego guzka podstawnego w puszce mózgowej znajdował się otwór, co jest cechą nieznaną u innych tytanozaurów. Analizy histologiczne kości sugerują, że ich mikrostruktura nie jest typowa dla dużych zauropodów, lecz bardziej przypomina tę obecną u współczesnych lirainozaurowi tytanozaurów, takich jak alamozaur, ampelozaur i madziarozaur. Na wczesnym etapie rozwoju tempo wzrostu było stałe i szybkie, stopniowo wolniejszym odkładaniem tkanki kostnej w trakcie dojrzewania, połączonym z intensywnym remodelowaniem kości w okresie dorosłości. Cechy kości typowe dla osobników dorosłych prawdopodobnie pojawiały się u lirainozaura na wcześniejszym etapie rozwoju niż u innych taksonów (cechował się pedomorfozą). Osiągnięcie około 69% maksymalnej długości trwało u przynajmniej niektórych lirainozaurów nie mniej niż 11 lat.